# Velódromo Olímpico do Rio
Velódromo Olímpico do Rio – kryty tor kolarski w Rio de Janeiro, w Brazylii. Został otwarty 26 czerwca 2016 roku. Może pomieścić 5000 widzów. Długość drewnianego toru kolarskiego wynosi 250 m. W 2016 roku rozegrano na nim konkurencje kolarstwa torowego w ramach Letnich Igrzysk Olimpijskich 2016.
Po przyznaniu Rio de Janeiro organizacji Letnich Igrzysk Olimpijskich 2016 pierwotnie areną zmagań kolarzy torowych miał być Velódromo da Barra, wybudowany na Igrzyska Panamerykańskie 2007. Ponieważ UCI negatywnie zaopiniowało ten obiekt, zdecydowano się na budowę zupełnie nowego toru. Stary tor rozebrano w 2013 roku (częściowo w jego miejscu powstał następnie Estádio Aquático Olímpico). W lutym 2014 roku, w nieodległej lokalizacji (na terenie tego samego kompleksu sportowego, Parque Olímpico da Barra) rozpoczęto budowę nowego toru kolarskiego. Projekt welodromu przygotowała pracownia Schürmann Architekten. Nawierzchnię 250-metrowego toru kolarskiego wykonano z drewna sosny syberyjskiej. Ukończenie nowej areny planowano na drugą połowę 2015 roku, ale opóźnienia w budowie spowodowały, iż otwarcia toru dokonano dopiero 26 czerwca 2016 roku, na kilka tygodni przed igrzyskami. Podczas Letnich Igrzysk Olimpijskich 2016 obiekt gościł wszystkie konkurencje kolarstwa torowego. Następnie był on także areną zmagań kolarzy torowych podczas Letnich Igrzysk Paraolimpijskich 2016. W 2018 roku tor był gospodarzem mistrzostw świata w kolarstwie torowym osób niepełnosprawnych.